# Einar Gerhardsen

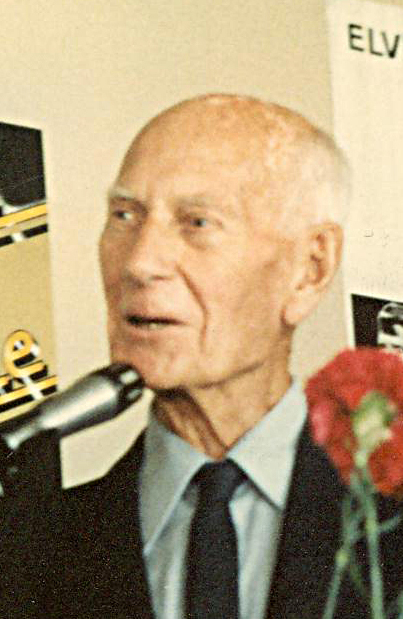
Einar Gerdhardsen 1983-ban

Einar Gerhardsen (teljes nevén Einar Henry Gerhardsen) (Asker 1897. május 10. - 1987. szeptember 19.) norvég munkáspárti politikus, miniszterelnök. A parlamentarizmus norvégiai bevezetése után ő töltötte be a leghosszabb ideig a miniszterelnöki posztot.

## Életpályája
A Norvég Munkáspárt elnöke volt 1945 és 1965 között. 
Többször volt miniszterelnök (1945 és 1951, majd 1955 és 1966, végül 1963 és 1965 között).

## Emlékezete
- Sírja Oslóban, a Vestre gravlund temetőben található.